# Вуелта ал Паис Баско 2025.
Вуелта ал Паис Баско 2025. било је 64 издање етапне бициклистичке трке Вуелте ал Паис Баско, која је одржана у периоду од 7. до 12. априла у Шпанији, као 15 трка у оквиру UCI ворлд тура 2025. Вожено је шест етапа, укупна дужина је износила 855 km, старт је био у Виторији, док је последња етапа вожена у Еибару. Вожен је хронометар, једна брдска етапа, три средње планинске и једна тешка планинска етапа. Највећи фаворити су били Матијас Скелмосе, Енрик Мас, Сантијаго Буитраго, Данијел Мартинез, Жоао Алмеида, Флоријан Липовиц и Сеп Кус.
Максимилијан Шахман је побиједио на хронометру на отварању и узео је прву лидерску мајицу. Алекс Аранбуру је побиједио на трећој етапи, али је послије етапе дисквалификован због тога што је погрешно скренуо на кружном току у последњем километру, док му је неколико сати касније побједа ипак враћена. Алмеида је побиједио на четвртој етапи и преузео је лидерску мајицу од Шахмана, коју је сачувао до краја и освојио је трку скоро два минута испред Маса, док је на трећем мјесту завршио Шахман. Класификацију по поенима је освојио Алмеида, брдску Бруно Армираил, класификацију за најбољег младог возача Исак дел Торо, класификацију за најбољег баскијског возача Алекс Аранбуру, а тимску класификацију Судал—Квик-степ. Алмеида је остварио двије етапне побједе.

## Тимови
На трци су учествовала 24 тима, са по седам возача. Свих 18 ворлд тур тимова имало је аутоматску позивницу и били су обавезни да учествују пошто је трка била у ворлд туру прије 2017. године, док су два најбоља про тур тима за претходну сезону такође имали аутоматску позивницу за све ворлд тур трке, али нису били обавезни да учествују. Лото и Израел—премијер тех су били најбољи про тур тимови на крају сезоне 2024. али су одлучили да не учествују, док су специјалне позивнице добили Бургос бурпелет БХ, Каха рурал—сегурос РГА, Керн фарма, Еускалтел—еускади, Тотал енержис и Тудор про сајклинг.
UCI ворлд тур тимови:
| - Алпесин—декунинк - Аркеа—бб хотелс - Бахреин—викторијус - Визма—лејз а бајк - Групама—ФДЈ - Декатлон АГ2Р ла мондијал - ЕФ едукејшон—изипост - Инеос гренадирс - Интермарше—ванти | - Кофидис - Лидл—трек - Мовистар - Пикник постнл - Ред бул—Бора–ханзго - Судал—Квик-степ - УАЕ тим емирејтс ХРГ - ХДС Астана - Џејко—алула |

UCI про тур тимови:
| - Бургос бурпелет БХ - Еускалтел—еускади - Каха рурал—сегурос РГА | - Керн фарма - Тотал енержис - Тудор про сајклинг |

## Новчане награде
Укупан новчани фонд на трци износио је 99.000 евра. Побједник је добио 12.000, другопласирани 6.000, трећепласирани 3.000, четвртопласирани 1.500, а награде је добијало првих 20 возача, с тим да су возачи од 10. до 20. мјеста добијали по 300 евра. Побједници брдске, класификацији по поенима и класификације за најбољег младог возача добили су по 2.000, побједник класификације за најбољег баскијског возача и возач који је на трци провео највише километара у бијегу добили су по 1.000, а по 1.000 је такође добијао и најагресивнији возач на свакој етапи.
Побједник сваке појединачне етапе добијао је по 4.000, другопласирани 2.000, трећепласирани 1.000, а награде је добијало првих 20 возача, с тим да су возачи од 10. до 20. мјеста добијали по 100 евра.
| Позиција | Етапе      | Класификације     | Класификације            | Класификације        | Класификације       | Класификације        | Класификације           | Класификације    |            |            |
| Позиција | Етапе      | Генерални пласман | Класификација по поенима | Брдска класификација | Најбољи млади возач | Најагресивнији возач | Најбољи баскијски возач | Највише у бијегу |            |            |
| -------- | ---------- | ----------------- | ------------------------ | -------------------- | ------------------- | -------------------- | ----------------------- | ---------------- | ---------- | ---------- |
| Позиција | Етапе      | 1.                | 4.000 евра               | 12.000 евра          | 2.000 евра          | 2.000 евра           | 2.000 евра              | 1.000 евра       | 1.000 евра | 1.000 евра |
| 2.       | 2.000 евра | 6.000 евра        | —                        | —                    | —                   | —                    | —                       | —                |            |            |
| 3.       | 1.000 евра | 3.000 евра        | —                        | —                    | —                   | —                    | —                       | —                |            |            |
| 4.       | 500 евра   | 1.500 евра        | —                        | —                    | —                   | —                    | —                       | —                |            |            |
| 5.       | 400 евра   | 1.240 евра        | —                        | —                    | —                   | —                    | —                       | —                |            |            |
| 6.       | 300 евра   | 900 евра          | —                        | —                    | —                   | —                    | —                       | —                |            |            |
| 7.       | 300 евра   | 900 евра          | —                        | —                    | —                   | —                    | —                       | —                |            |            |
| 8.       | 200 евра   | 600 евра          | —                        | —                    | —                   | —                    | —                       | —                |            |            |
| 9.       | 200 евра   | 600 евра          | —                        | —                    | —                   | —                    | —                       | —                |            |            |
| 10.      | 100 евра   | 300 евра          | —                        | —                    | —                   | —                    | —                       | —                |            |            |
| 11.      | 100 евра   | 300 евра          | —                        | —                    | —                   | —                    | —                       | —                |            |            |
| 12.      | 100 евра   | 300 евра          | —                        | —                    | —                   | —                    | —                       | —                |            |            |
| 13.      | 100 евра   | 300 евра          | —                        | —                    | —                   | —                    | —                       | —                |            |            |
| 14.      | 100 евра   | 300 евра          | —                        | —                    | —                   | —                    | —                       | —                |            |            |
| 15.      | 100 евра   | 300 евра          | —                        | —                    | —                   | —                    | —                       | —                |            |            |
| 16.      | 100 евра   | 300 евра          | —                        | —                    | —                   | —                    | —                       | —                |            |            |
| 17.      | 100 евра   | 300 евра          | —                        | —                    | —                   | —                    | —                       | —                |            |            |
| 18.      | 100 евра   | 300 евра          | —                        | —                    | —                   | —                    | —                       | —                |            |            |
| 19.      | 100 евра   | 300 евра          | —                        | —                    | —                   | —                    | —                       | —                |            |            |
| 20.      | 100 евра   | 300 евра          | —                        | —                    | —                   | —                    | —                       | —                |            |            |

## Рута и етапе
| Етапа  | Датум     | Рута                                | Дистанца | Тип | Тип                     | Побједник                 | Реф.   |
| ------ | --------- | ----------------------------------- | -------- | --- | ----------------------- | ------------------------- | ------ |
| 1.     | 7. април  | Виторија—Гастеиз — Виторија—Гастеиз | 16,5     |     | Индивидуални хронометар | Максимилијан Шахман (ЊЕМ) | [ 18 ] |
| 2.     | 8. април  | Памплона — Лодоса                   | 186.6    |     | Брдска етапа            | Кејлеб Јуан (АУС)         | [ 19 ] |
| 3.     | 9. април  | Зарауз — Беасаин                    | 155.6    |     | Средња планинска етапа  | Алекс Аранбуру (ШПА)      | [ 20 ] |
| 4.     | 10. април | Беасаин — Маркина—Шемеин            | 169.6    |     | Средња планинска етапа  | Жоао Алмеида (ПОР)        | [ 21 ] |
| 5.     | 11. април | Урдуња — Герника—Лумо               | 172.3    |     | Средња планинска етапа  | Бен Хили (ИРС)            | [ 22 ] |
| 6.     | 12. април | Еибар — Еибар                       | 153.4    |     | Планинска етапа         | Жоао Алмеида (ПОР)        | [ 23 ] |
| Укупно | Укупно    | Укупно                              | 855      | 855 | 855                     | 855                       |        |

## Етапе

### 1. етапа
24. март 2025. — Виторија—Гастеиз — Виторија—Гастеиз, 16,5 km
| Позиција | Возач                     | Тим                       | Вријеме |
| -------- | ------------------------- | ------------------------- | ------- |
| 1.       | Максимилијан Шахман (ЊЕМ) | Судал—Квик-степ           | 18' 37" |
| 2.       | Жоао Алмеида (ПОР)        | УАЕ тим емирејтс ХРГ      | + 0"    |
| 3.       | Флоријан Липовиц (ЊЕМ)    | Ред бул—Бора–ханзго       | + 1"    |
| 4.       | Итан Хејтер (УК)          | Судал—Квик-степ           | + 6"    |
| 5.       | Александар Власов         | Ред бул—Бора–ханзго       | + 10"   |
| 6.       | Илан ван Вилдер (БЕЛ)     | Судал—Квик-степ           | + 11"   |
| 7.       | Виктор Кампенартс (БЕЛ)   | Визма—лејз а бајк         | + 12"   |
| 8.       | Матијас Скелмосе (ДАН)    | Лидл—трек                 | + 12"   |
| 9.       | Бруно Армираил (ФРА)      | Декатлон АГ2Р ла мондијал | + 13"   |
| 10.      | Мајкл Ленард (КАН)        | Инеос гренадирс           | + 16"   |

| Позиција | Возач                     | Тим                       | Вријеме |
| -------- | ------------------------- | ------------------------- | ------- |
| 1.       | Максимилијан Шахман (ЊЕМ) | Судал—Квик-степ           | 18' 37" |
| 2.       | Жоао Алмеида (ПОР)        | УАЕ тим емирејтс ХРГ      | + 0"    |
| 3.       | Флоријан Липовиц (ЊЕМ)    | Ред бул—Бора–ханзго       | + 1"    |
| 4.       | Итан Хејтер (УК)          | Судал—Квик-степ           | + 6"    |
| 5.       | Александар Власов         | Ред бул—Бора–ханзго       | + 10"   |
| 6.       | Илан ван Вилдер (БЕЛ)     | Судал—Квик-степ           | + 11"   |
| 7.       | Виктор Кампенартс (БЕЛ)   | Визма—лејз а бајк         | + 12"   |
| 8.       | Матијас Скелмосе (ДАН)    | Лидл—трек                 | + 12"   |
| 9.       | Бруно Армираил (ФРА)      | Декатлон АГ2Р ла мондијал | + 13"   |
| 10.      | Мајкл Ленард (КАН)        | Инеос гренадирс           | + 16"   |

### 2. етапа
25. март 2025. — Памплона — Лодоса, 186.6 km
| Позиција | Возач                     | Тим                       | Вријеме    |
| -------- | ------------------------- | ------------------------- | ---------- |
| 1.       | Кејлеб Јуан (АУС)         | Инеос гренадирс           | 4ч 13' 50" |
| 2.       | Лука ван Бовен (БЕЛ)      | Интермарше—ванти          | + 0"       |
| 3.       | Бастјен Тронхон (ФРА)     | Декатлон АГ2Р ла мондијал | + 0"       |
| 4.       | Тибо Грел (ФРА)           | Групама—ФДЈ               | + 0"       |
| 5.       | Јури Леитао (ПОР)         | Каха рурал—сегурос РГА    | + 0"       |
| 6.       | Аксел Зингл (ФРА)         | Визма—лејз а бајк         | + 0"       |
| 7.       | Фабио ван ден Босхе (БЕЛ) | Алпесин—декунинк          | + 0"       |
| 8.       | Лук Виртген (ЛУК)         | Тудор про сајклинг        | + 0"       |
| 9.       | Хон Аберастури (ШПА)      | Еускалтел—еускади         | + 0"       |
| 10.      | Андерс Фолдагер (ДАН)     | Џејко—алула               | + 0"       |

| Позиција | Возач                     | Тим                       | Вријеме    |
| -------- | ------------------------- | ------------------------- | ---------- |
| 1.       | Максимилијан Шахман (ЊЕМ) | Судал—Квик-степ           | 4ч 32' 27" |
| 2.       | Жоао Алмеида (ПОР)        | УАЕ тим емирејтс ХРГ      | + 0"       |
| 3.       | Флоријан Липовиц (ЊЕМ)    | Ред бул—Бора–ханзго       | + 1"       |
| 4.       | Итан Хејтер (УК)          | Судал—Квик-степ           | + 6"       |
| 5.       | Александар Власов         | Ред бул—Бора–ханзго       | + 10"      |
| 6.       | Илан ван Вилдер (БЕЛ)     | Судал—Квик-степ           | + 11"      |
| 7.       | Виктор Кампенартс (БЕЛ)   | Визма—лејз а бајк         | + 12"      |
| 8.       | Матијас Скелмосе (ДАН)    | Лидл—трек                 | + 12"      |
| 9.       | Бруно Армираил (ФРА)      | Декатлон АГ2Р ла мондијал | + 13"      |
| 10.      | Мајкл Ленард (КАН)        | Инеос гренадирс           | + 16"      |

### 3. етапа
26. март 2025. — Зарауз — Беасаин, 155.6 km
| Позиција | Возач                     | Тим                  | Вријеме    |
| -------- | ------------------------- | -------------------- | ---------- |
| 1.       | Алекс Аранбуру (ШПА)      | Кофидис              | 3ч 45' 21" |
| 2.       | Ромен Грегоар (ФРА)       | Групама—ФДЈ          | + 3"       |
| 3.       | Максимилијан Шахман (ЊЕМ) | Судал—Квик-степ      | + 3"       |
| 4.       | Жоао Алмеида (ПОР)        | УАЕ тим емирејтс ХРГ | + 3"       |
| 5.       | Енрик Мас (ШПА)           | Мовистар             | + 3"       |
| 6.       | Матијас Скелмосе (ДАН)    | Лидл—трек            | + 3"       |
| 7.       | Вилко Келдерман (ХОЛ)     | Визма—лејз а бајк    | + 3"       |
| 8.       | Флоријан Липовиц (ЊЕМ)    | Ред бул—Бора–ханзго  | + 3"       |
| 9.       | Стеф Крас (БЕЛ)           | Тотал енержис        | + 3"       |
| 10.      | Илан ван Вилдер (БЕЛ)     | Судал—Квик-степ      | + 3"       |

| Позиција | Возач                     | Тим                  | Вријеме    |
| -------- | ------------------------- | -------------------- | ---------- |
| 1.       | Максимилијан Шахман (ЊЕМ) | Судал—Квик-степ      | 8ч 17' 47" |
| 2.       | Флоријан Липовиц (ЊЕМ)    | Ред бул—Бора–ханзго  | + 4"       |
| 3.       | Жоао Алмеида (ПОР)        | УАЕ тим емирејтс ХРГ | + 4"       |
| 4.       | Илан ван Вилдер (БЕЛ)     | Судал—Квик-степ      | + 15"      |
| 5.       | Матијас Скелмосе (ДАН)    | Лидл—трек            | + 16"      |
| 6.       | Вилко Келдерман (ХОЛ)     | Визма—лејз а бајк    | + 37"      |
| 7.       | Ромен Грегоар (ФРА)       | Групама—ФДЈ          | + 40"      |
| 8.       | Стеф Крас (БЕЛ)           | Тотал енержис        | + 46"      |
| 9.       | Алекс Аранбуру (ШПА)      | Кофидис              | + 1' 03"   |
| 10.      | Енрик Мас (ШПА)           | Мовистар             | + 1' 14"   |

### 4. етапа
27. март 2025. — Беасаин — Маркина—Шемеин, 169.6 km
| Позиција | Возач                     | Тим                       | Вријеме    |
| -------- | ------------------------- | ------------------------- | ---------- |
| 1.       | Жоао Алмеида (ПОР)        | УАЕ тим емирејтс ХРГ      | 3ч 52' 39" |
| 2.       | Исак дел Торо (МЕК)       | УАЕ тим емирејтс ХРГ      | + 28"      |
| 3.       | Максимилијан Шахман (ЊЕМ) | Судал—Квик-степ           | + 28"      |
| 4.       | Клемен Шампусен (ФРА)     | ХДС Астана                | + 28"      |
| 5.       | Алекс Аранбуру (ШПА)      | Кофидис                   | + 28"      |
| 6.       | Клемен Берте (ФРА)        | Декатлон АГ2Р ла мондијал | + 28"      |
| 7.       | Симоне Веласко (ИТА)      | ХДС Астана                | + 28"      |
| 8.       | Оскар Онли (УК)           | Пикник постнл             | + 28"      |
| 9.       | Илан ван Вилдер (БЕЛ)     | Судал—Квик-степ           | + 28"      |
| 10.      | Гијом Мартен (ФРА)        | Групама—ФДЈ               | + 28"      |

| Позиција | Возач                     | Тим                  | Вријеме     |
| -------- | ------------------------- | -------------------- | ----------- |
| 1.       | Жоао Алмеида (ПОР)        | УАЕ тим емирејтс ХРГ | 12ч 10' 20" |
| 2.       | Максимилијан Шахман (ЊЕМ) | Судал—Квик-степ      | + 30"       |
| 3.       | Флоријан Липовиц (ЊЕМ)    | Ред бул—Бора–ханзго  | + 38"       |
| 4.       | Илан ван Вилдер (БЕЛ)     | Судал—Квик-степ      | + 49"       |
| 5.       | Матијас Скелмосе (ДАН)    | Лидл—трек            | + 50"       |
| 6.       | Вилко Келдерман (ХОЛ)     | Визма—лејз а бајк    | + 1' 11"    |
| 7.       | Алекс Аранбуру (ШПА)      | Кофидис              | + 1' 37"    |
| 8.       | Енрик Мас (ШПА)           | Мовистар             | + 1' 48"    |
| 9.       | Стеф Крас (БЕЛ)           | Тотал енержис        | + 2' 15"    |
| 10.      | Симоне Веласко (ИТА)      | ХДС Астана           | + 2' 18"    |

### 5. етапа
28. март 2025. — Урдуња — Герника—Лумо, 172.3 km
| Позиција | Возач                     | Тим                    | Вријеме    |
| -------- | ------------------------- | ---------------------- | ---------- |
| 1.       | Бен Хили (ИРС)            | ЕФ едукејшон—изипост   | 3ч 55' 57" |
| 2.       | Аксел Лоренс (ФРА)        | Инеос гренадирс        | + 1' 47"   |
| 3.       | Симоне Веласко (ИТА)      | ХДС Астана             | + 1' 48"   |
| 4.       | Алекс Аранбуру (ШПА)      | Кофидис                | + 1' 48"   |
| 5.       | Ромен Грегоар (ФРА)       | Групама—ФДЈ            | + 1' 48"   |
| 6.       | Максим ван Гилс (БЕЛ)     | Ред бул—Бора–ханзго    | + 1' 48"   |
| 7.       | Пау Мигел (ШПА)           | Керн фарма             | + 1' 48"   |
| 8.       | Жордан Жегат (ФРА)        | Тотал енержис          | + 1' 48"   |
| 9.       | Клемен Шампусен (ФРА)     | ХДС Астана             | + 1' 48"   |
| 10.      | Гиљермо Томас Силва (УРУ) | Каха рурал—сегурос РГА | + 1' 48"   |

| Позиција | Возач                     | Тим                  | Вријеме     |
| -------- | ------------------------- | -------------------- | ----------- |
| 1.       | Жоао Алмеида (ПОР)        | УАЕ тим емирејтс ХРГ | 16ч 08' 05" |
| 2.       | Максимилијан Шахман (ЊЕМ) | Судал—Квик-степ      | + 30"       |
| 3.       | Флоријан Липовиц (ЊЕМ)    | Ред бул—Бора–ханзго  | + 38"       |
| 4.       | Илан ван Вилдер (БЕЛ)     | Судал—Квик-степ      | + 49"       |
| 5.       | Матијас Скелмосе (ДАН)    | Лидл—трек            | + 50"       |
| 6.       | Вилко Келдерман (ХОЛ)     | Визма—лејз а бајк    | + 1' 11"    |
| 7.       | Алекс Аранбуру (ШПА)      | Кофидис              | + 1' 37"    |
| 8.       | Енрик Мас (ШПА)           | Мовистар             | + 1' 48"    |
| 9.       | Симоне Веласко (ИТА)      | ХДС Астана           | + 2' 14"    |
| 10.      | Стеф Крас (БЕЛ)           | Тотал енержис        | + 2' 15"    |

### 6. етапа
29. март 2025. — Еибар — Еибар, 153.4 km
| Позиција | Возач                    | Тим                  | Вријеме    |
| -------- | ------------------------ | -------------------- | ---------- |
| 1.       | Жоао Алмеида (ПОР)       | УАЕ тим емирејтс ХРГ | 3ч 56' 54" |
| 2.       | Енрик Мас (ШПА)          | Мовистар             | + 0"       |
| 3.       | Бен Хили (ИРС)           | ЕФ едукејшон—изипост | + 13"      |
| 4.       | Исак дел Торо (МЕК)      | УАЕ тим емирејтс ХРГ | + 28"      |
| 5.       | Алекс Аранбуру (ШПА)     | Кофидис              | + 58"      |
| 6.       | Жордан Жегат (ФРА)       | Тотал енержис        | + 58"      |
| 7.       | Симоне Веласко (ИТА)     | ХДС Астана           | + 1' 19"   |
| 8.       | Оскар Онли (УК)          | Пикник постнл        | + 1' 19"   |
| 9.       | Феликс Гросшартнер (ШПА) | УАЕ тим емирејтс ХРГ | + 1' 19"   |
| 10.      | Клемен Шампусен (ФРА)    | ХДС Астана           | + 1' 19"   |

| Позиција | Возач                     | Тим                  | Вријеме     |
| -------- | ------------------------- | -------------------- | ----------- |
| 1.       | Жоао Алмеида (ПОР)        | УАЕ тим емирејтс ХРГ | 20ч 04' 49" |
| 2.       | Енрик Мас (ШПА)           | Мовистар             | + 1' 52"    |
| 3.       | Максимилијан Шахман (ЊЕМ) | Судал—Квик-степ      | + 1' 59"    |
| 4.       | Флоријан Липовиц (ЊЕМ)    | Ред бул—Бора–ханзго  | + 2' 07"    |
| 5.       | Матијас Скелмосе (ДАН)    | Лидл—трек            | + 2' 17"    |
| 6.       | Илан ван Вилдер (БЕЛ)     | Судал—Квик-степ      | + 2' 18"    |
| 7.       | Алекс Аранбуру (ШПА)      | Кофидис              | + 2' 45"    |
| 8.       | Гијом Мартен (ФРА)        | Групама—ФДЈ          | + 3' 42"    |
| 9.       | Симоне Веласко (ИТА)      | ХДС Астана           | + 3' 43"    |
| 10.      | Оскар Онли (УК)           | Пикник постнл        | + 3' 50"    |

## Класификације
На Вуелти ал Паис Баско су се додјељивале четири различите мајице за четири класификације, а поред њих је постојала и класификација за најбољег баскијског возача, тимска класификација и додјељивале су се награде за најагресивнијег возача на свакој етапи и за највише километара проведених у бијегу на крају трке.
- Прва и најважнија класификација био је генерални пласман, јер је побједник генералног пласмана такође и побједник трке.[41] Пласман се рачунао тако што су се на времена возача остварена на првој етапи, додавала времена остварена на свакој наредној.[42][43] Три првопласирана возача на свакој етапи осим екипног хронометра добијали су временску бонификацију од 10, 6 и 4 секунде, а у току трке, на означеним пролазним циљевима, додјељивале су се такође секунде бонификације, за прву тројицу возача, од 3, 2 и 1 секунде.[42] Возач са најмањим укупним временом у току трку носио је жуту мајицу и сматра се побједником на крају трке.[44] У случају да су возачи били изједначени гледао се пласман по етапама, затим стотинке остварене на хронометру, а у случају да су били изједначени у свему, гледао се пласман на последњој етапи.[42]

- Једна од другостепених класификација била је класификација по поенима. На свакој етапи поене је добијало првих 15 возача, а број поена који се додјељивао је био исти без обзира на тип етапе.[42] Побједник је добијао 25 поена, другопласирани 20, трећепласирани 16, док су возачи од четвртог до 15 мјеста добијали 14, 12, 10, 9, 8, 7, 6, 5, 4, 3, 2 и 1 поен, а на пролазним циљевима поене су добијала три првопласирана возача, 10, 6 и 4 поенна.[42] Лидер класификације је носио зелену мајицу,[42] а у случају да су возачи били изједначени, гледао се број етапних побједа, а затим број побједа на пролазним циљевима, док се као последња опција гледала позиција возача у генералном пласману на крају трке.[42]

- Једна од другостепених класификација била је и брдска класификација, за коју су се поени додјељивали првим возачима који пређу преко означених успона, који су били категоризовани у три категорија.[42] На успонима прве категорије поене је добијало шест првопласираних возача, 10, 8, 6, 4, 2 и 1, на успонима друге категорије поене су добијала четири првопласирана возача, 6, 4, 2 и 1 поен, а на успонима треће категорије поене су добијала три првопласирана возача, 3, 2 и 1 поен.[42] Лидер класификације носио је тачкасту мајицу, бијелу мајицу са црвеним тачкама,[42] а у случају да су возачи били изједначени прво се гледао број првих мјеста на успонима прве категорије, затим на успонима друге и треће категорије, а ако су били изједначени по свему, гледала се позиција у генералном пласману.[42]

- Четврта мајица која се додјељивала је за најбољег младог возача. У класификацији су се такмичили само возачи млађи од 23 година, а лидер се одлучивао према оствареном времену, исто као и за генерални пласман.[42] Пласман се рачунао тако што су се на времена возача остварена на првој етапи, додавала времена остварена на свакој наредној.[42] Три првопласирана возача на свакој етапи добијали су временску бонификацију од 10, 6 и 4 секунде, а у току трке, на пролазним циљевима су се добијале такође секунде бонификације, за прву тројицу возача, од 3, 2 и 1 секунде.[42] Возач са најмањим укупним временом у току трку носио је плаву мајицу и сматра се побједником класификације на крају трке.[42] У случају да су возачи били изједначени гледао се пласман по етапама, затим стотинке остварене на хронометру, а у случају да су били изједначени у свему, гледао се пласман на последњој етапи.[42]

- Последња класификација је била тимска класификација, која се рачунала тако што су се на крају сваке етапе сабирала времена прве тројице возача из сваког тима, а водећи тим био је тим са најмањим укупним временом.[42] У случају да су тимови били изједначени, рачунао се број првих мјеста у тимској класификацији по етапама, а затим број других, трећих, четвртих мјеста итд. док се као последња опција гледала позиција возача у генералном пласману.[42] Сваки тим који би на трци остао са мање од три возача био је дисквалификован из класификације.[42] Возачи водећег тима у класификацији носили су плаве бројеве на дресовима.[42] На крају сваке етапе бирао се најагресивнији возач гласањем на друштвеним мрежама, који је на наредној етапи носио зелени број на дресу.[42] Возач који је био на подијуму након последње етапе сматра се најагресивнијим возачем цијеле трке.[42] Најбољи баскијски возач у генералном пласману на крају трке добио је награду на подијуму, а рачунали су се и возачи из Француске Баскије.[42] На крају трке додијељена је награду возачу који је провео највише километара у бијегу на цијелој трци.[42]

| Етапа | Побједник           | Генерални пласман · | Класификација по поенима · | Брдска класификација · | Најбољи млади возач · | Најбољи баскијски возач | Тимска класификација · | Најагресивнији возач · |
| ----- | ------------------- | ------------------- | -------------------------- | ---------------------- | --------------------- | ----------------------- | ---------------------- | ---------------------- |
| 1.    | Максимилијан Шахман | Максимилијан Шахман | Максимилијан Шахман        | Максимилијан Шахман    | Мајкл Ленард          | Пељо Билбао             | Судал—Квик-степ        | Флоријан Липовиц       |
| 2.    | Кејлеб Јуан         | Максимилијан Шахман | Максимилијан Шахман        | Дијего Уриарте         | Мајкл Ленард          | Пељо Билбао             | Судал—Квик-степ        | Тобијас Бајер          |
| 3.    | Алекс Аранбуру      | Максимилијан Шахман | Максимилијан Шахман        | Бруно Армираил         | Ромен Грегоар         | Алекс Аранбуру          | Судал—Квик-степ        | Клемен Берте           |
| 4.    | Жоао Алмеида        | Жоао Алмеида        | Жоао Алмеида               | Марк Солер             | Брис Ролан            | Алекс Аранбуру          | ХДС Астана             | Марк Солер             |
| 5.    | Бен Хили            | Жоао Алмеида        | Жоао Алмеида               | Бруно Армираил         | Брис Ролан            | Алекс Аранбуру          | ХДС Астана             | Бен Хили               |
| 6.    | Жоао Алмеида        | Жоао Алмеида        | Жоао Алмеида               | Бруно Армираил         | Исак дел Торо         | Алекс Аранбуру          | Судал—Квик-степ        | Бруно Армираил         |
| Крај  | Крај                | Жоао Алмеида        | Жоао Алмеида               | Бруно Армираил         | Исак дел Торо         | Алекс Аранбуру          | Судал—Квик-степ        | Бруно Армираил         |

## Резултати
| Легенда | Легенда                                                     | Легенда | Легенда                                      | Легенда | Легенда                                  |
| ------- | ----------------------------------------------------------- | ------- | -------------------------------------------- | ------- | ---------------------------------------- |
|         | Означава побједника генералног пласмана                     |         | Означава побједника класификације по поенима |         | Означава побједника брдске класификације |
|         | Означава побједника класификације за најбољег младог возача |         | Означава побједника тимске класификације     |         | Означава најагресивнијег возача          |

### Генерални пласман
| Позиција | Возач                     | Тим                  | Вријеме     |
| -------- | ------------------------- | -------------------- | ----------- |
| 1.       | Жоао Алмеида (ПОР)        | УАЕ тим емирејтс ХРГ | 20ч 04' 49" |
| 2.       | Енрик Мас (ШПА)           | Мовистар             | + 1' 52"    |
| 3.       | Максимилијан Шахман (ЊЕМ) | Судал—Квик-степ      | + 1' 59"    |
| 4.       | Флоријан Липовиц (ЊЕМ)    | Ред бул—Бора–ханзго  | + 2' 07"    |
| 5.       | Матијас Скелмосе (ДАН)    | Лидл—трек            | + 2' 17"    |
| 6.       | Илан ван Вилдер (БЕЛ)     | Судал—Квик-степ\|    | + 2' 18"    |
| 7.       | Алекс Аранбуру (ШПА)      | Кофидис              | + 2' 45"    |
| 8.       | Симоне Веласко (ИТА)      | ХДС Астана           | + 3' 42"    |
| 9.       | Оскар Онли (УК)           | Пикник постнл        | + 3' 43"    |
| 10.      | Клемен Шампусен (ФРА)     | ХДС Астана           | \|+ 3' 50"  |

### Класификација по поенима
| Позиција | Возач                     | Тим                  | Поени |
| -------- | ------------------------- | -------------------- | ----- |
| 1.       | Жоао Алмеида (ПОР)        | УАЕ тим емирејтс ХРГ | 84    |
| 2.       | Алекс Аранбуру (ШПА)      | Кофидис              | 67    |
| 3.       | Бен Хили (ИРС)            | ЕФ едукејшон—изипост | 66    |
| 4.       | Максимилијан Шахман (ЊЕМ) | Судал—Квик-степ      | 61    |
| 5.       | Исак дел Торо (МЕК)       | УАЕ тим емирејтс ХРГ | 45    |
| 6.       | Симоне Веласко (ИТА)      | ХДС Астана           | 39    |
| 7.       | Енрик Мас (ШПА)           | Мовистар             | 35    |
| 8.       | Флоријан Липовиц (ЊЕМ)    | Ред бул—Бора–ханзго  | 32    |
| 9.       | Ромен Грегоар (ФРА)       | Групама—ФДЈ          | 32    |
| 10.      | Жордан Жегат (ФРА)        | Тотал енержис        | 31    |

### Брдска класификација
| Позиција | Возач                       | Тим                       | Поени |
| -------- | --------------------------- | ------------------------- | ----- |
| 1.       | Бруно Армираил (ФРА)        | Декатлон АГ2Р ла мондијал | 57    |
| 2.       | Бен Хили (ИРС)              | ЕФ едукејшон—изипост      | 25    |
| 3.       | Марк Солер (ШПА)            | УАЕ тим емирејтс ХРГ      | 23    |
| 4.       | Енрик Мас (ШПА)             | Мовистар                  | 20    |
| 5.       | Жоао Алмеида (ПОР)          | 18                        |       |
| 6.       | Серхио Самитиер (ШПА)       | Кофидис                   | 11    |
| 7.       | Жордан Жегат (ФРА)          | Тотал енержис             | 10    |
| 8.       | Данијел Мартинез (КОЛ)      | Ред бул—Бора–ханзго       | 9     |
| 9.       | Хуан Гиљермо Мартинез (ШПА) | Пикник постнл             | 8     |
| 10.      | Брендон Макналти (САД)      | УАЕ тим емирејтс ХРГ      | 6     |

### Класификација за најбољег младог возача
| Позиција | Возач                       | Тим                       | Вријеме     |
| -------- | --------------------------- | ------------------------- | ----------- |
| 1.       | Исак дел Торо (МЕК)         | УАЕ тим емирејтс ХРГ      | 20ч 09' 44" |
| 2.       | Бријек Ролан (ФРА)          | Групама—ФДЈ               | + 3' 48"    |
| 3.       | Ромен Грегоар (ФРА)         | Групама—ФДЈ               | + 4' 37"    |
| 4.       | Лео Бисио (ФРА)             | Декатлон АГ2Р ла мондијал | + 4' 38"    |
| 5.       | Уго де ла Кале (ШПА)        | Бургос бурпелет БХ        | + 19' 25"   |
| 6.       | Макс ван дер Велен (ХОЛ)    | Бахреин—викторијус        | + 27' 22"   |
| 7.       | Александер Хајек (АУТ)      | Ред бул—Бора–ханзго       | + 35' 58"   |
| 8.       | Хуан Гиљермо Мартинез (КОЛ) | Пикник постнл             | + 36' 00"   |
| 9.       | Тибо Грел (ФРА)             | Групама—ФДЈ               | + 37' 01"   |
| 10.      | Бјерн Керт (УК)             | Пикник постнл             | + 44' 48"   |

### Класификација за најбољег баскијског возача
| 1.  | {{Подаци о застави Алекс Аранбуру]] | Застава биографија     | name = Алекс Аранбуру | variant = ШПА | size = Алекс Аранбуру]] }} | Кофидис | 20ч 07' 34" |
| 2.  | Унаи Ирибар (ШПА)                   | Керн фарма             | + 6' 31"              |               |                            |         |             |
| 3.  | Готзон Мартин (ШПА)                 | Еускалтел—еускади      | + 21' 27"             |               |                            |         |             |
| 4.  | Андер Окамика (ШПА)                 | Бургос бурпелет БХ     | + 25' 51"             |               |                            |         |             |
| 5.  | Микел Бизкара (ШПА)                 | Еускалтел—еускади      | + 27' 33"             |               |                            |         |             |
| 6.  | Хулен Ариола Бенгоа (ШПА)           | Каха рурал—сегурос РГА | + 33' 25"             |               |                            |         |             |
| 7.  | Јон Изагире (ШПА)                   | Кофидис                | + 35' 17"             |               |                            |         |             |
| 8.  | Чомин Хуаристи (ШПА)                | Еускалтел—еускади      | + 39' 26"             |               |                            |         |             |
| 9.  | Омар Фраиле (ШПА)                   | Инеос гренадирс        | + 41' 07"             |               |                            |         |             |
| 10. | Пељо Билбао (ШПА)                   | Бахреин—викторијус     | + 43' 06"             |               |                            |         |             |

### Тимска класификација
| Позиција | Тим                       | Вријеме     |
| -------- | ------------------------- | ----------- |
| 1.       | Судал—Квик-степ           | 60h 27' 39" |
| 2.       | ХДС Астана                | + 3' 04"    |
| 3.       | Групама—ФДЈ               | + 7' 21"    |
| 4.       | УАЕ тим емирејтс ХРГ      | + 8' 26""   |
| 5.       | Лидл—трек                 | + 19' 31"   |
| 6.       | Тотал енержис             | + 26' 05"   |
| 7.       | Ред бул—Бора–ханзго       | + 27' 06"   |
| 8.       | Декатлон АГ2Р ла мондијал | + 27' 20"   |
| 9.       | Бургос бурпелет БХ        | + 30' 45"   |
| 10.      | Керн фарма                | + 33' 29"   |